# Ansted, West Virginia
Ansted, West Virginia (енгл. Ansted) град је у америчкој савезној држави Западна Вирџинија.

## Демографија
По попису из 2010. године број становника је 1.404, што је 172 (-10,9%) становника мање него 2000. године.
| Група             | 2000.         | 2010.         |
| Белци             | 1.507 (95,6%) | 1.346 (95,9%) |
| Афроамериканци    | 50 (3,2%)     | 38 (2,7%)     |
| Азијати           | 0 (0,0%)      | 0 (0,0%)      |
| Хиспаноамериканци | 8 (0,5%)      | 13 (0,9%)     |
| Укупно            | 1.576         | 1.404         |